# Judith Williams

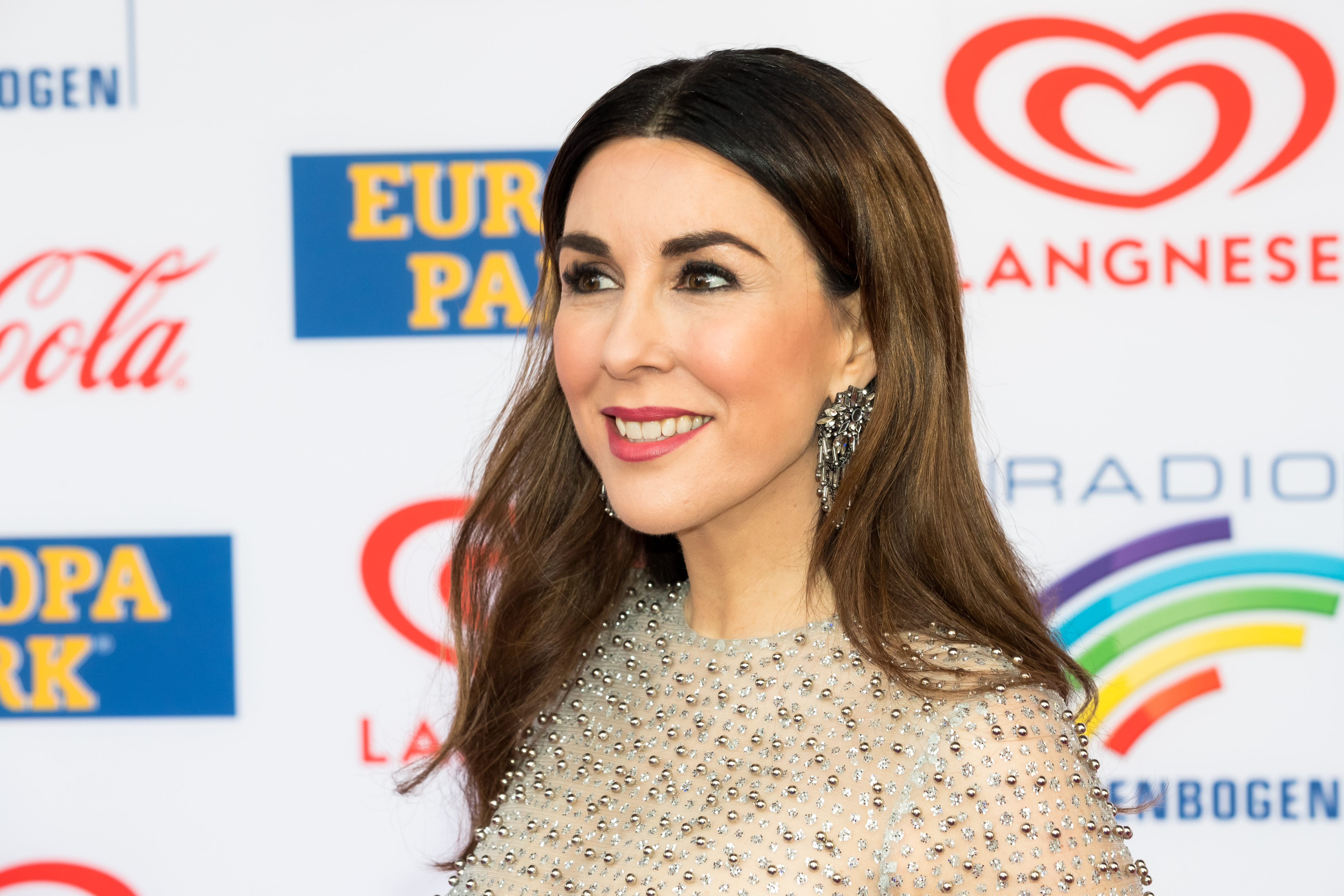
Judith Williams beim Radio Regenbogen Award 2019

Judith Alexis Stecher-Williams (* 18. September 1971 in München-Perlach) ist eine in Deutschland geborene US-Amerikanerin, die als Unternehmerin, Fernsehmoderatorin und Opernsängerin bekannt ist.

## Leben
Judith Williams zog mit ihren Eltern und ihren beiden Schwestern Ende der 1970er-Jahre nach Trier. Mit vier Jahren stand sie zum ersten Mal gemeinsam mit ihrem Vater, dem Basso profondo Daniel Lewis Williams, auf der Bühne. Später studierte sie in Köln klassischen Gesang bei Kurt Moll, Brigitte Fassbaender und ihrem Vater sowie Ballett an der Londoner Royal Academy of Music. Als Sopranistin trat Williams in den 1990er-Jahren unter anderem als Maria in der West Side Story, als Bronislawa in Der Bettelstudent und als Papagena in Die Zauberflöte an vielen Häusern in Europa auf. Sie war regelmäßiger Gast beim Schleswig-Holstein Musik Festival und den Baden-Badener Philharmonikern.
In der Spielzeit 1995/96 war sie als festes Ensemblemitglied am Theater Hagen engagiert. 1998 belegte sie beim Internationalen Koloraturgesangswettbewerb, der von Sylvia Geszty initiiert wurde, den zweiten Platz. Mitte der 1990er-Jahre wurde Williams wegen eines Tumors mit Hormonen behandelt, wodurch sie stimmlich beeinträchtigt wurde. In der Folge wurde sie im Jahr 1999 als Moderatorin bei QVC engagiert. Zusammen mit Walter Freiwald moderierte sie dort die Morning Show. Nach einigen Zwischenstopps landete sie beim ersten Teleshoppingsender Deutschlands, HSE24. Von 2001 bis 2009 begleitete sie dort vorwiegend Uschi Glas, Rudolph Moshammer, Udo Walz, René Koch und Ricarda M bei deren Sendungen. Im Jahr 2004 erhielt sie bei HSE24 ein eigenes Schmuckformat. In der Sendung Schmuck für Generationen präsentierte sie dort zusammen mit ihrer Mutter Schmuck in Silber und Gold. Seit 2007 vertreibt sie mit ihrem Unternehmen Judith Williams GmbH bei HSE24 eigene Kosmetik-, Mode- und Schmucklinien. Seit Sommer 2009 ist sie zusätzlich bei QVC in London mit ihrer Kosmetiklinie vertreten. Im März 2011 eröffnete Williams ein Schönheitsinstitut in München.
Am 8. Mai 2001 war sie bei Stefan Raabs Sendung TV total für den Raab der Woche nominiert. 2013 veröffentlichte sie eine Autobiografie mit dem Titel Stolpersteine ins Glück. Seit 2014 ist sie eine der Investoren beim VOX-Format Die Höhle der Löwen, bei der Jungunternehmer die Möglichkeit haben, Kapital für ihre Geschäftsidee gegen Firmenanteile zu erhalten. Seit 2017 ist Judith Williams Botschafterin der José Carreras Leukämie-Stiftung. 2018 belegte Williams in der 11. Staffel der RTL-Show Let’s Dance den zweiten Platz.
2019 moderierte sie die ZDF-Sendung Mein Lied für dich.
Williams ist seit August 2011 mit Alexander-Klaus Stecher verheiratet. Das Paar hat zwei gemeinsame Töchter und zwei Söhne aus Stechers erster Ehe.

## Diskografie (Auswahl)
- With Love – 2000[20]
- Träume – 2003[21]

## Fernsehauftritte
- 2021: Comedy Märchenstunde (TV-Show)[22]
- 2025: Das Traumschiff – Miami

## Auszeichnungen
- 1998: Silbermedaille – Internationaler Koloraturgesangswettbewerb, Luxemburg